# Jaguar Mark 2
Der Jaguar Mark 2 war eine viertürige sportliche Limousine der oberen Mittelklasse, die der britische Automobilhersteller Jaguar 1959 als Nachfolger der Modelle Jaguar 2.4 Litre und 3.4 Litre herausbrachte.
Bekannt wurde der Wagen z. B. durch Filme der Sechziger so wie auch durch Thomas Nightingale aus der Flüsse-von-London-Reihe.

## Geschichte und Technik
Die Karosserie erfuhr einige Detailverbesserungen und Retuschen, insbesondere die Fensterflächen wurden vergrößert. Scheibenbremsen an allen vier Rädern waren von nun an serienmäßig. Gegenüber dem Vorgänger erhielt der Mark 2 eine breitere Spur. Der Jaguar Mark 2 2.4 mit 2483 cm³ Hubraum hatte nun 120 bhp, der 3.4 weiterhin 210 bhp sowie der neu hinzugekommene 3.8 mit 3781 cm³ Hubraum 220 bhp. Über ein Vierganggetriebe mit Mittelschaltung, auf Wunsch mit Overdrive oder Borg-Warner 35 Automatikgetriebe, wurden die Hinterräder angetrieben. Die Höchstgeschwindigkeit lag bei 160/190/200 km/h mit Schaltgetriebe. Damit war der Mark 2 als Version 3.8 der schnellste viertürige Serienwagen seiner Zeit, bis 1964.
Im Mai 1960 wurde die Daimler Motor Company von Jaguar übernommen. Von Oktober 1962 bis Mitte 1969 wurde daraufhin der Daimler 250 V8 produziert, der auf dem Jaguar Mark 2 basiert. Die Daimler-Ausführung erhielt jedoch den V8-OHV-Motor (2547 cm³, 140 SAE-PS) des Daimler SP250, eine in Details abweichende Innenausstattung und den Daimler-typischen geriffelten Kühlergrill. Der 4,5-Liter-V8 aus dem Daimler Majestic Major, der in Sachen Leistung (220 PS) dem großen Jaguar-Sechszylinder mindestens ebenbürtig, jedoch mit Hubraumvorteil naturgemäß beim Drehmoment überlegen und trotzdem mit geringerer Masse besser gewesen sei, allerdings mit Automatikgetriebe gekoppelt, wurde nach Tests nicht in Jaguar-PKW übernommen, nur in der achtsitzigen Repräsentationslimousine Daimler DR450 genutzt. 
Ab Herbst 1967 erhielten die Modelle die Bezeichnung Jaguar 240 und 340. Die Serienausstattung dieser Fahrzeuge war weniger üppig als zuvor. Neben dem Jaguar 340 mit 3,4-Liter-Motor gab es Einzelstücke auch als 340 3.8 mit dem größeren 3,8-Liter-Motor. Der Motor des 2.4 mit dem neuen, leistungsfähigeren Straight-Port-Zylinderkopf kam auf 133 bhp. Erkennungsmerkmal der 240- und 340-Modelle waren schmalere Stoßfänger. Für die USA gab es noch einige Exemplare des 340 mit breiteren Stoßfängern. Bis 1967 wurden 25.173 vom 2.4 Litre, 28.663 vom 3.4 Litre und 30.140 vom 3.8 Litre gebaut, dazu kamen 4446 Exemplare des 240, 2788 Exemplare des 340 (210 bhp) sowie 12 Fahrzeuge mit der 3,8-Liter-Maschine (220 bhp).
Einen direkten Nachfolger für den Jaguar Mark 2 gibt es nicht, da mit Einführung des XJ das Limousinenangebot auf ein Basismodell reduziert wurde. Der XJ war als Oberklassemodell höher positioniert als der Mark 2 und ist damit eher als Nachfolger des 420G bzw. des ersten S-Type und des (kleinen) 420 anzusehen. Erst  mit dem neuen S-Type kehrte Jaguar 1999 in die obere Mittelklasse zurück. Die Optik dieses modernen S-Type war deutlich am originalen S-Type und somit auch ein gutes Stück weit am Mark 2 angelehnt.

## Produktionszahlen Jaguar Mark 2
Die Gesamtproduktion des Mark 2 von 1959 bis 1969 betrug 88.927 Fahrzeuge.
|                   | Jahr | 1959  | 1960   | 1961   | 1962   | 1963  | 1964  | 1965  | 1966  | 1967  | 1968  | 1969 | Summe  |
| ----------------- | ---- | ----- | ------ | ------ | ------ | ----- | ----- | ----- | ----- | ----- | ----- | ---- | ------ |
| Jaguar 3.8 Mark 2 |      | 935   | 7.235  | 8.474  | 5.017  | 3.057 | 2.568 | 1.288 | 1.759 | 294   |       |      | 30.627 |
| Jaguar 3.4 Mark 2 |      | 298   | 4.290  | 6.054  | 4.608  | 4.097 | 3.536 | 1.993 | 1.002 | 1.559 | 1.881 |      | 29.318 |
| Jaguar 2.4 Mark 2 |      |       | 6.095  | 6.392  | 3.396  | 2.827 | 1.893 | 1.304 | 1.592 | 1.807 | 2.909 | 767  | 28.982 |
| Summe             |      | 1.233 | 17.620 | 20.920 | 13.021 | 9.981 | 7.997 | 4.585 | 4.353 | 3.660 | 4.790 | 767  | 88.927 |

Von den Jaguar 3.8 Mark 2 waren 14.951 Linkslenker und 15.676 Rechtslenker.
Von den Jaguar 3.4 Mark 2 waren 6.129 Linkslenker und 20.534 Rechtslenker.
Von den Jaguar 2.4 Mark 2 waren 3.305 Linkslenker und 21.613 Rechtslenker.

## Galerie

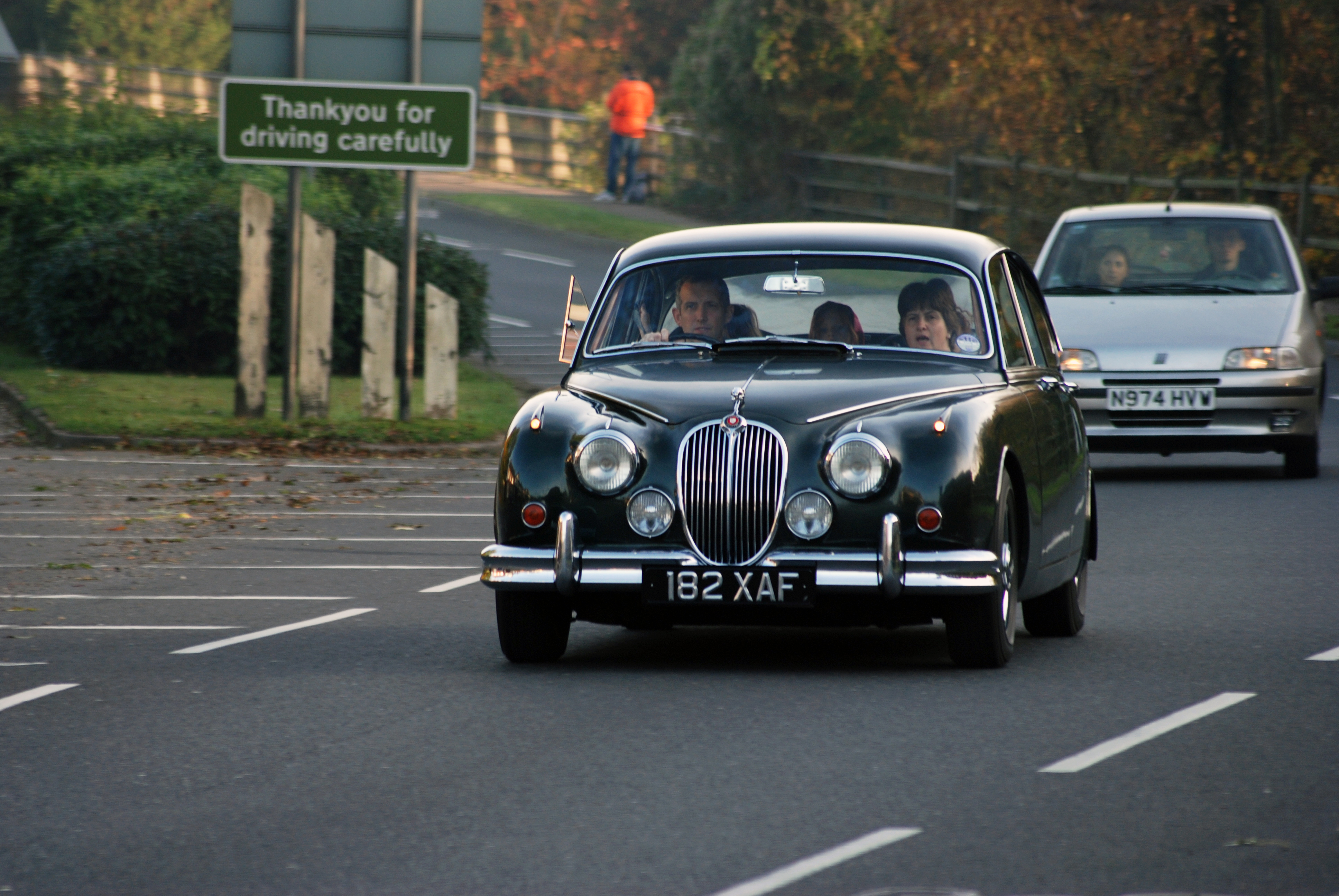
Jaguar Mk 2
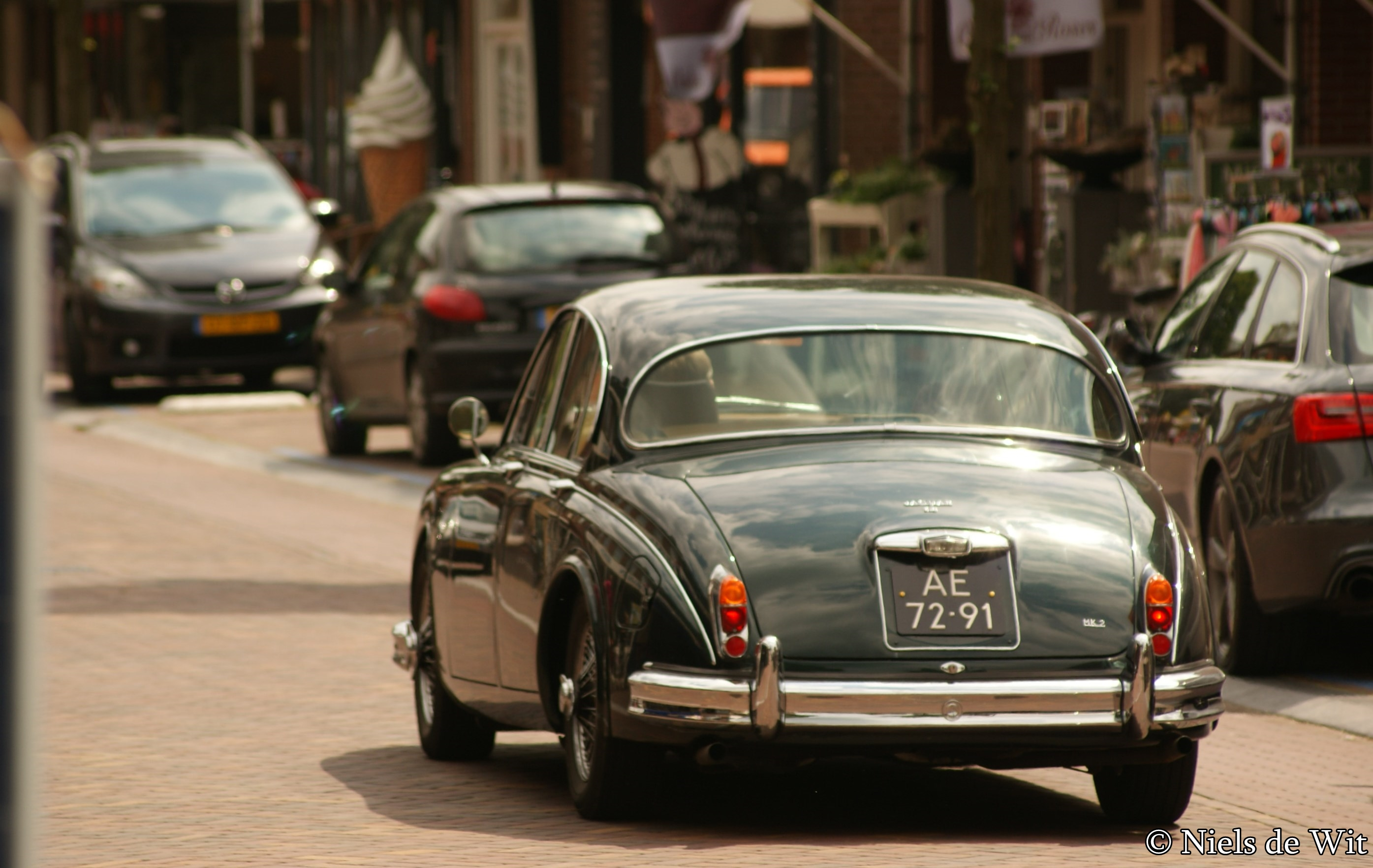
Jaguar Mk 2 (1961)
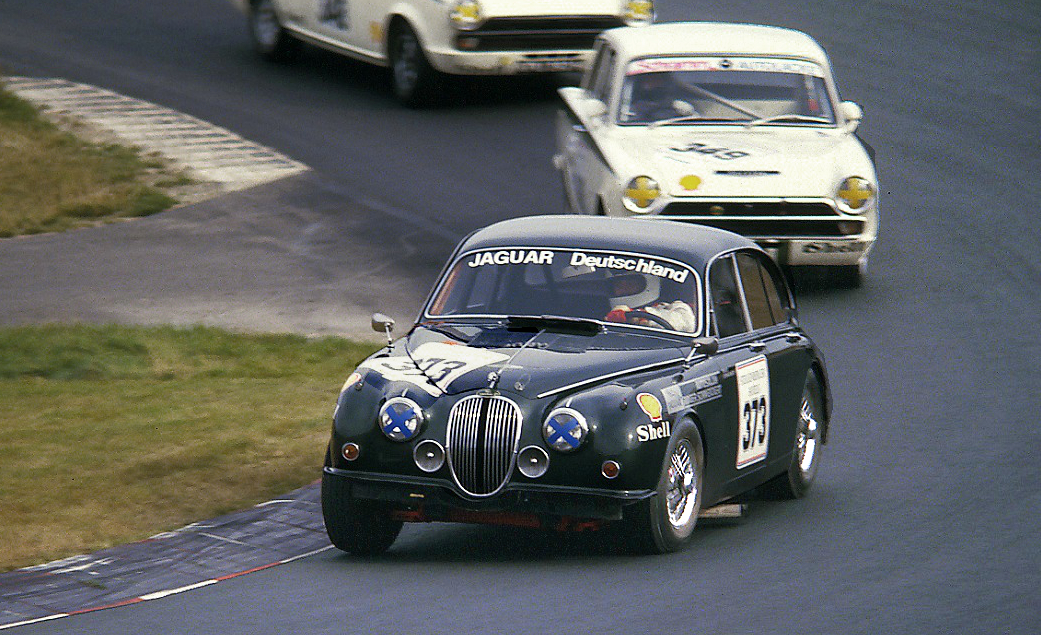
Jaguar MK 2, Baujahr 1962, beim Oldtimer-Grand-Prix 1986 auf dem Nürburgring
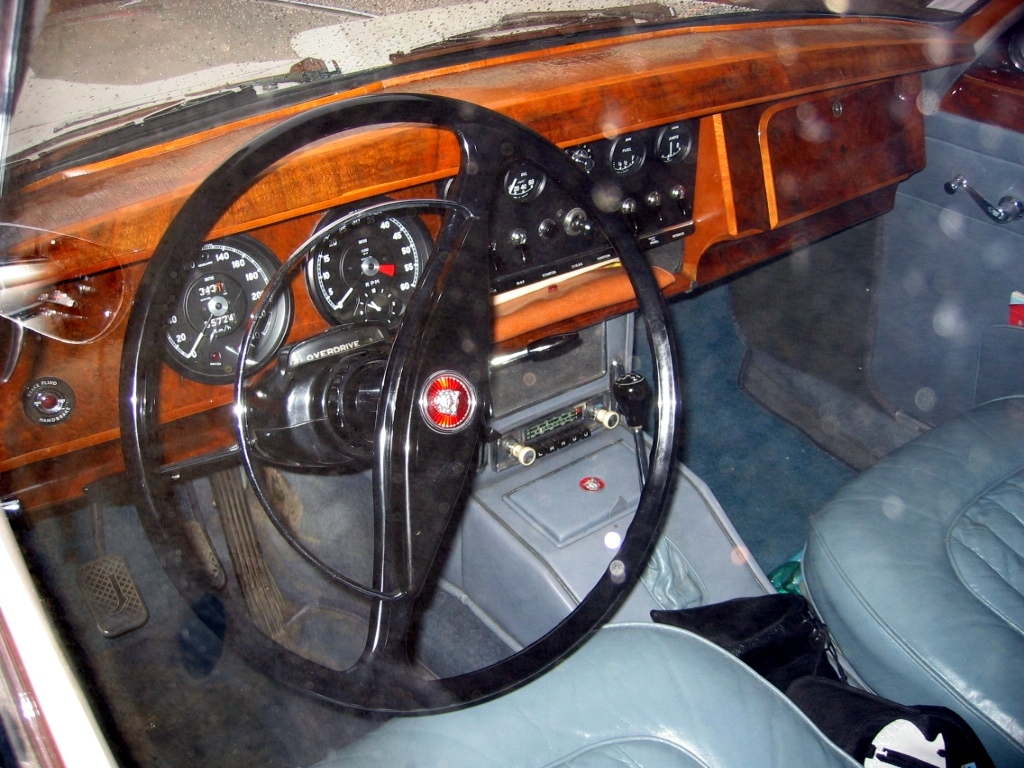
Jaguar Mark 2, Cockpit
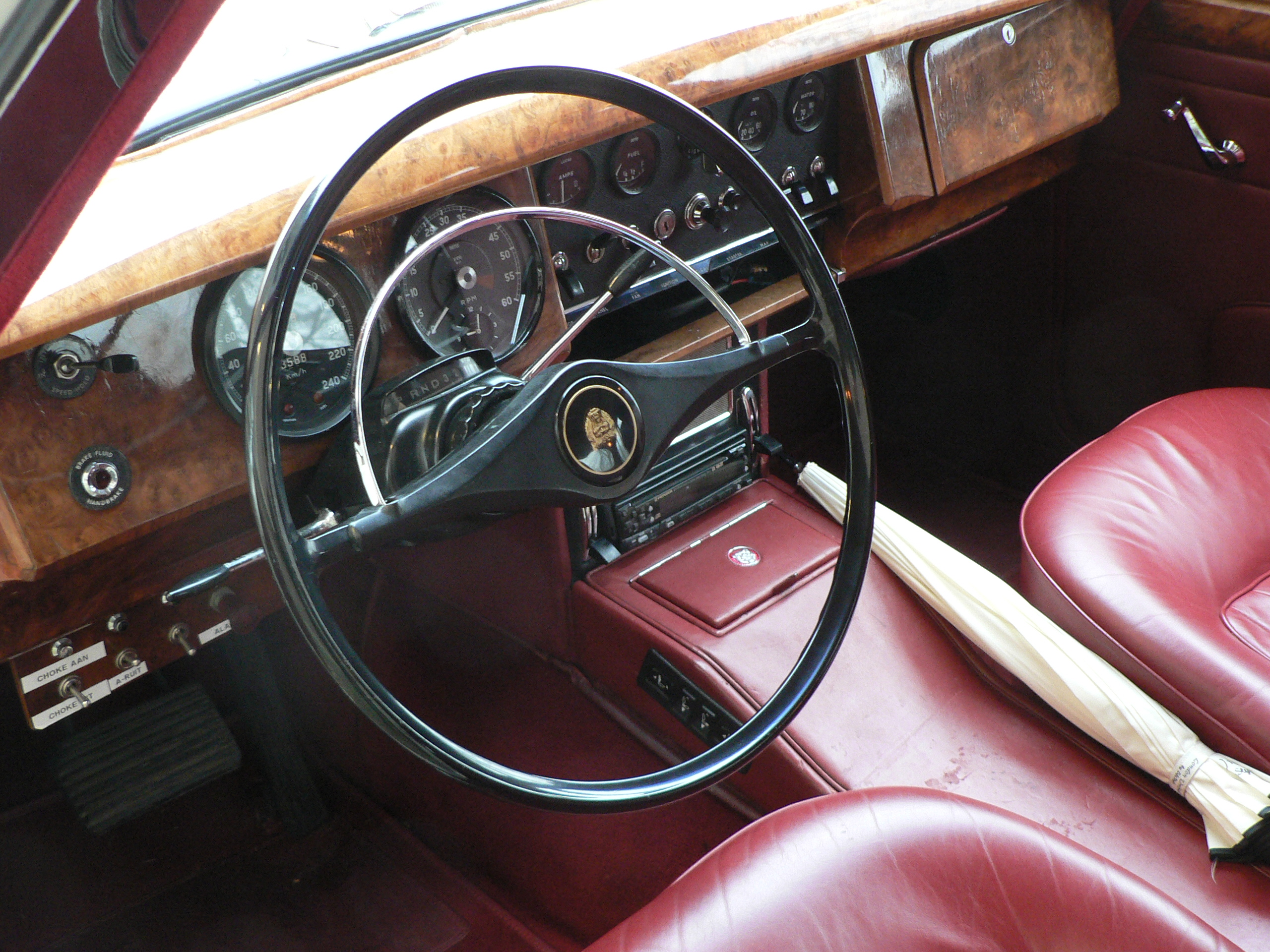
Jaguar Mark 2 Automatic, Cockpit
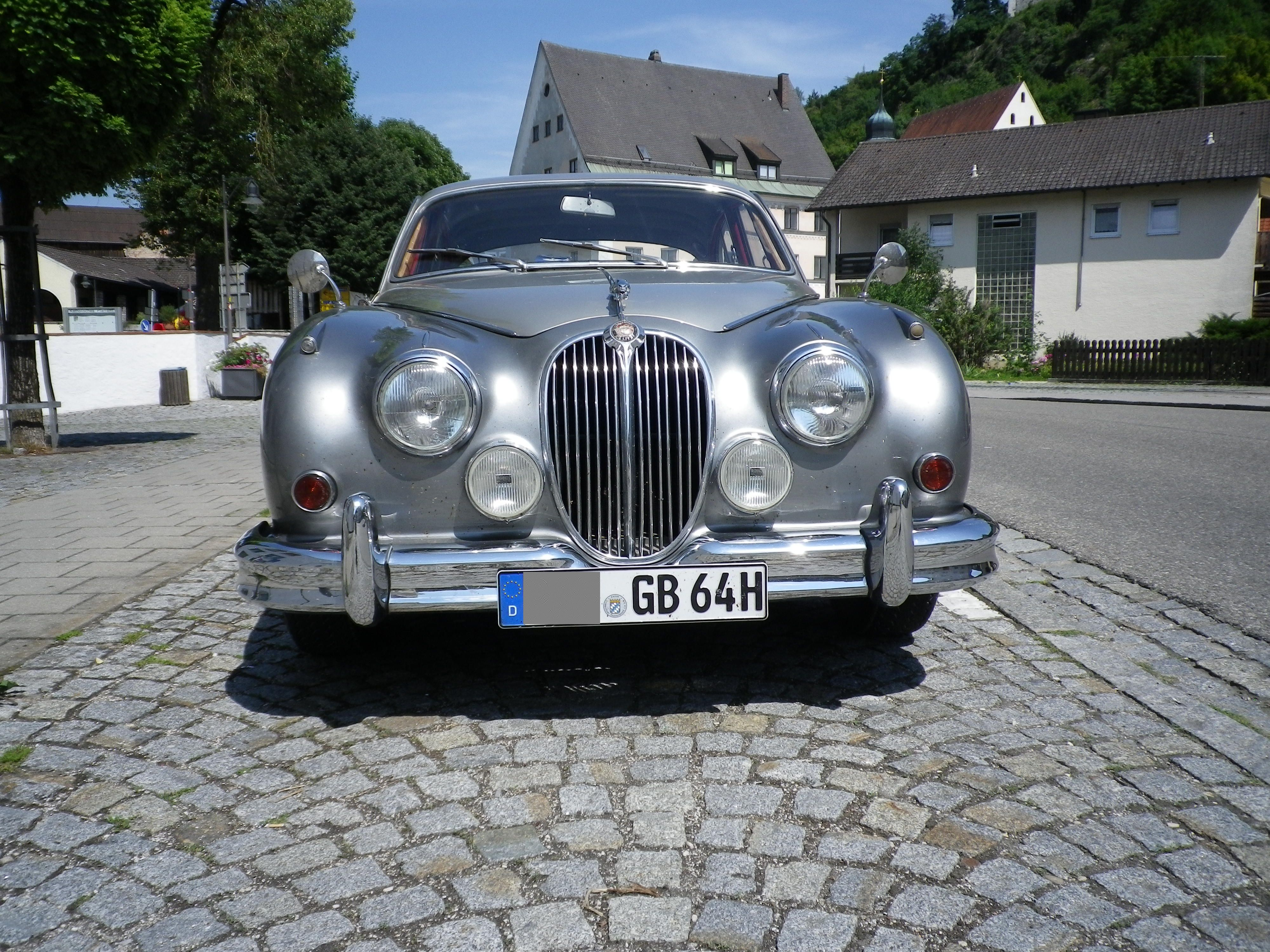
Jaguar Mark 2 Frontansicht